# 앨런 와일더
앨런 와일더(영어: Alan Charles Wilder, 1959년 6월 1일 ~ )은 1982년부터 1995년까지 영국의 음악가, 작곡가, 음반 제작자이자 전자 밴드 디페쉬 모드의 멤버이다. 그가 밴드를 떠난 이후, 리코일이라는 음악 프로젝트는 1986년 디페쉬 모드의 부수적인 프로젝트로 처음 시작된 그의 주요 음악 사업이 되었다. 와일더는 또한 밴드 니처 엡과 커브에 제작과 리믹스 서비스를 제공해왔다. 앨런 와일더는 2020년에 로큰롤 명예의 전당에 디페쉬 모드의 멤버로 가입되었다. 그는 고전적으로 훈련된 음악가이다.